# Etiquetado de huevos

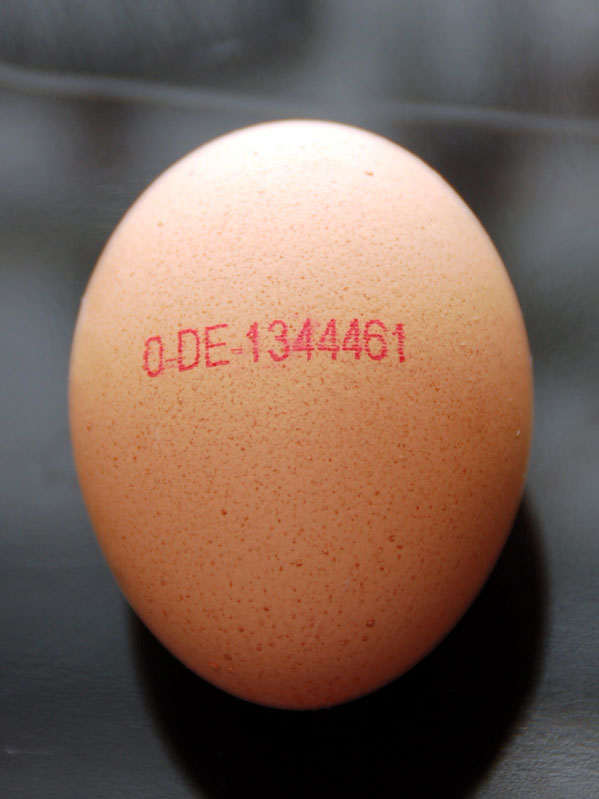
Huevo con el etiquetado: En la imagen el código del huevo 0-DE-1344461 indica que es un huevo de producción ecológica (0), que procede de Alemania (DE), en concreto de Mecklenburg-Vorpommern (13) de la granja numerada por las autoridades como 44461.

El etiquetado de huevos consiste en la estampación sobre la cáscara de los huevos de un código consistente en una combinación de letras y números. Dicha estampación, que la normativa europea exige que sea efectuada mediante una tinta roja alimentaria, es una norma que rige en muchos países. La norma europea a que se ha hecho referencia entró en vigor el 1 de enero de 2004 enumerando la gramática a la que debe acogerse este código. Desde el 1 de julio de 2005, los huevos europeos están obligados también a estampar en cada huevo la fecha de caducidad. La etiqueta es obligatoria en todos los huevos con categoría A, que son los destinados a su venta directa al consumidor. Esta política forma parte de la certificación de "gallinas felices", que incentiva el bienestar de los animales. 

## La huevera
Las leyes en los países de la Unión Europea mencionan que el estuche de huevos (Huevera) debe tener la siguiente información para el consumidor:
- El modo de cría de la gallina,
- El consejo de conservación recomendación de que se conserven los huevos en el frigorífico.
- La fecha de consumo preferente. Son 28 días desde la puesta.
- El tamaño medio del huevo que se denomina por una clase:
  - Supergrandes, o XL: de 73 g o más.
  - Grandes, o L: entre 63 y 73 g
  - Medianos, o M: entre 53 y 63 g
  - Pequeños, o S: menos de 53 g

En la Unión Europea los huevos que se destinan al consumo humano van marcados con un código en la cáscara. El código marcado en los huevos empieza con un número que identifica la forma de cría:
- 0 Ecológico
- 1 Huevo de gallinas camperas
- 2 Suelo
- 3 Jaulas

A ese número le siguen dos letras: son el código del Estado miembro donde se encuentra la granja en la que se ha producido y después una serie de dígitos que identifican la granja en cada Estado (varían en longitud y caracteres en cada país).
El envase en que se presentan los huevos frescos a la venta debe tener indicaciones que informan sobre la categoría comercial, el peso de los huevos, la fecha de consumo preferente, la industria envasadora que ha clasificado y envasado los huevos, la forma de cría e indicaciones obligatorias sobre la conservación del huevo (ver folleto en el enlace de abajo).
El etiquetado no dice nada sin embargo sobre el empleo o no de ciertos procedimientos en la crianza de las gallinas ponedoras que han sido denunciados por los defensores de los animales, como es por ejemplo el sacrificio masivo de los pollitos macho al poco de nacer.

## Modo de cría
Los distintos sistemas de cría de las gallinas ponedoras en las granjas de la Unión Europea y su identificación en el etiquetado del huevo están definidos en la normativa de la UE siguiente:
- DIRECTIVA 1999/74/CE DEL CONSEJO de 19 de julio de 1999
- REGLAMENTO (CE) No 589/2008 DE LA COMISIÓN de 23 de junio de 2008 por el que se establecen las disposiciones de aplicación del Reglamento (CE) no 1234/2007 del Consejo en lo que atañe a las normas de comercialización de los huevos por la que se establecen las normas mínimas de protección de las gallinas ponedoras (Anexo II)
- DIRECTIVA 2002/4/CE DE LA COMISIÓN de 30 de enero de 2002 relativa al registro de establecimientos de gallinas ponedoras, cubiertos por la Directiva 1999/74/CE del Consejo

Los sistemas de cría son los siguientes, con una breve descripción de sus características (no se aplican a las producciones de países no pertenecientes a la Unión Europea):
- Gallinas criadas en jaulas: Las gallinas están dentro de jaulas acondicionadas (con nidales, perchas, yacija para escarbar, densidad de al menos 750 cm²/ave) lima de uñas, y sistemas de recogida de los huevos que evitan que se ensucien con el estiércol.
- Gallinas criadas en suelo: Las gallinas se alojan en naves en las que se mueven libremente, con uno o varios niveles (alturas). Tienen nidos, perchas, yacija (al menos 250cm² por ave) y una densidad de aves que no debe ser superior a 9 gallinas por metro cuadrado de superficie utilizable.
- Gallinas camperas: Las granjas tienen, además de un gallinero como el de las gallinas en suelo, corrales al aire libre donde las gallinas salen a picotear, escarbar y darse baños de arena.
- Gallinas ecológicas: Las  instalaciones   son   similares  a   las  granjas de gallinas camperas, pero se alimentan con pienso que procede de la agricultura ecológica y tienen que cumplir unas normas específicas de este tipo de producción (en la UE, la reglamentación sobre producción ecológica de huevos).

## Etiquetado del embalaje del huevo
Una vez ya se tengan identificados los huevos con sus etiquetas, a través de un sistema informático podemos trasladar la información que hemos impreso en el huevo a su embalaje exterior. Esta operación es obligatoria para poder obtener los datos del producto interior sin tener que abrir la caja, con lo que preservamos la garantía del consumidor.
Imprimir la información en el exterior de la caja de embalaje se puede realizar con impresión directa en el cartón o con impresión en una etiqueta para aplicarla al embalaje. Hoy en día, debido a los estándares GS1-128 y Código EPC es conveniente aplicar una etiqueta que en el primer caso estará impresa con el código de barras GS1 128 y en el segundo será una etiqueta RFID.